# Somalie aux Jeux olympiques
La Somalie participe aux Jeux olympiques depuis 1972 et a envoyé des athlètes à chaque jeu depuis cette date sauf en 1976, en 1980 et en 1992. Le pays n'a jamais participé aux Jeux d'hiver. 
Le pays n'a jamais remporté de médailles.
Le Comité national olympique de Somalie a été créé en 1959 et a été reconnu par le Comité international olympique (CIO) en 1972.